# 까망돌도서관
까망돌도서관은 서울특별시 동작구에 있는 공립 도서관이다.

## 연혁
- 2021.12.28. 까망돌도서관 개관
- 2021.12.28. 까망돌도서관 스마트도서관 설치
- 2022.12.15. 문화창작공간 조성